# Cuando Cubango
Cuando Cubango är en provins i sydöstra Angola med en yta på 199 049 km² och omkring 140 000 invånare. Delstatens huvudstad är Menongue.